# Cuéntame (álbum)
Cuéntame es el nombre del sexto álbum de estudio de la actriz y cantante mexicana de música pop Lucero. Fue lanzado al mercado el 5 de junio de 1989 por la compañía Discos y Cintas Melody. En esta ocasión la producción, dirección y la mayoría de las composiciones es de J.R. Florez.
Con este álbum; Lucero festejaba 20 años de edad y 10 años de carrera en los escenarios; este álbum se convirtió en uno de los materiales discográficos de la carrera de Lucero; junto con la canción que le da nombre al álbum.[cita requerida]

## Antecedentes
A inicios de 1989, Lucero entra a los sets de filmación a rodar su última película: Deliciosa sinvergüenza; la cual se estrenaría hasta inicios de 1990.
Al ver el éxito que había alcanzado su pasado material discográfico Lucerito; la compañía disquera Melody invierte mucho más en su siguiente material conjuntando a dos importantes equipos de productores: Miguel Blasco quien fue el encargado de crear la nueva imagen para el cantante, incluyendo diseño de arte, vestimenta y música; y a J.R. Florez y Loris Ceroni quienes fueron los responsables de seleccionar y componer toda la música y las letras del álbum junto con Gian Pietro Felisatti. 
El álbum fue grabado en España e Italia y la idea de Miguel Blasco era mostrar a Lucero como un cantante mucho más madura y con una imagen más fuerte; para esto se propuso por primera vez cambiar el nombre de Lucerito a simplemente Lucero; a lo cual su compañía disquera se opuso debido a que en México y Latinoamérica así la conocián.

## Promoción
En la portada del álbum aparece una Lucero más moderna y estilizada; enfundada en cuero negro con tachuelas, aretes pesados y cabello rizado; seleccionando el tema "Madre" com el primer sencillo a iniciar a promocionar; este no tuvo una gran aceptación.
El segundo sencillo a promocionar fue la canción 'Cuéntame' la cual se convirtió en un éxito número uno en México, América Latina y, por primera vez, alcanzó el número dos en la lista Billboard Hot Latin Tracks en los Estados Unidos; tanto la canción como el vídeo catapultaron las ventas del álbum y sonaron por muchas semanas en la radio y televisión.  Esta canción figura en la lista de las 100 mejores canciones de los 80 en español por la cadena de televisión VH1. 
Corazón a la deriva fue seleccionado como el tercer sencillo, y alcanzó el número 8 en la lista Billboard Hot Latin Tracks. "Tanto" y "Caso perdido" también fueron lanzados como el cuarto y quinto sencillos.
A finales de 1989, y debido al éxito obtenido en su carrera musical; Lucero regresa a las telenovelas como protagonizaste principal de Cuando llega el amor formando pareja de Omar Fierro en una producción de Carla Estrada; estrenándose a inicios de 1990, rápidamente se convierte en rotundo éxito de audiencia.  La canción principal, del mismo nombre, fue un éxito en las principales radiodifusoras de habla hispana

### Sencillos
- "Madre"
- "Cuéntame"
- "Corazón a la deriva"
- "Tanto"
- "Caso perdido"

## Lista de canciones
| Cuéntame |                                  |                                                 |          |  |
| N.º      | Título                           | Escritor(es)                                    | Duración |  |
| 1.       | «Tanto»                          | Di Felisatti, José Ramón Florez                 | 3:34     |  |
| 2.       | «Esta naciendo un amor»          | Gonzalo Benavides                               | 3:34     |  |
| 3.       | «Cuéntame»                       | J.R. Florez, Cesar Valle                        | 3:36     |  |
| 4.       | «Caso perdido»                   | J.R. Florez, C. Valle                           | 3:28     |  |
| 5.       | «Tiempo de amarte»               | Miguel Blasco, Loris Ceroni, J.R. Florez        | 3:30     |  |
| 6.       | «Me gusta tu dinero»             | J.R. Florez, C. Valle                           | 3:17     |  |
| 7.       | «Corazón a la deriva»            | J.R. Florez, C. Valle                           | 3:57     |  |
| 8.       | «Nada duele más que tu ausencia» | J.R. Florez, C. Valle                           | 3:43     |  |
| 9.       | «Lento»                          | M. Blasco, L. Ceroni, J.R. Florez               | 4:02     |  |
| 10.      | «Hojas Secas» (It's a Sin)       | Neil Tennant, Chris Lowe, J.R. Florez, C. Valle | 4:17     |  |
| 11.      | «Madre»                          | D. Felisatti, J.R. Florez                       | 3:57     |  |
| 40:59    |                                  |                                                 |          |  |